# Баранов, Сергей Петрович
Сергей Петрович Баранов (1929—2013) — педагог, кандидат педагогических наук (1960), профессор (1980), действительный член Академии педагогических и социальных наук. Участник Великой Отечественной войны, награждён орденом Отечественной войны I степени, медалями «За взятие Будапешта», «За боевые заслуги», «За победу в Великой Отечественной войне 1941–1945 гг.».

## Биография
Родился Сергей Петрович 26 марта 1929 года в селе Сушково Мосальского района Калужской области. Участник Великой Отечественной войны, в возрасте 15 лет ушёл добровольцем на фронт, был в составе 66-й гвардейской пехотной дивизии, был неоднократно ранен, награждён орденом Отечественной войны I степени, медалями «За взятие Будапешта», «За боевые заслуги», «За победу в Великой Отечественной войне 1941–1945 гг.». В 1946 году поступил в Московский государственный университет на философский факультет на отделение психологии, который окончил в 1951 году. Начало педагогической деятельности Сергея Петровича Баранова в педагогических вузах Тулы, Калуги, Москвы, где был преподавателем, доцентом, заведующим кафедрой педагогики начального образования. На протяжении многих лет преподавал в Московском педагогическом государственном университете — заведующий кафедрой педагогики начального обучения,
был исполняющим обязанности декана.
По материалам защитившей кандидатской диссертации в 1960 году на тему «Соотношение чувственного образа и понятия в процессе обучения младших школьников», была  опубликована монография «Чувственный опыт ребёнка в начальном обучении». В 2010 году в учебнике «Педагогика» была опубликована его статья «Гносеологический подход к процессу обучения», переведённая на болгарский язык. Баранов около 40 лет был членом редакционной коллегии журнала «Начальная школа». В 2006 году в журнале «Начальная школа» (№ 12) в соавторстве с Н.И. Чирковой была опубликована статья «Развитие логики мышления младших школьников». Сергей Петрович был участником научно-практических конференциях в разных городах России, организатором которых был журнал «Начальная школа».
Профессор подготовил несколько кандидатов и двух докторов наук. Научные работы Баранова были опубликованы на Кубе, в Китае, Вьетнаме и Киргизии. Сергей Петрович является автором более 100 научных работ, среди которых: «Чувственный опыт ребёнка в начальном обучении», «Принципы обучения», «Сущность процесса обучения», «Педагогика» (под ред. С. П. Баранова и В. А. Сластенина), «Теория обучения детей младшего школьного возраста» и другие.
Скончался 10 февраля 2013 года в Москве.

## Награды
- Орден Отечественной войны I степени,
- Медаль «За взятие Будапешта»,
- Медаль «За боевые заслуги»,
- Медаль  «За победу в Великой Отечественной войне 1941–1945 гг.».